# Joseph-Elzéar Bernier
Pour les articles homonymes, voir Bernier.

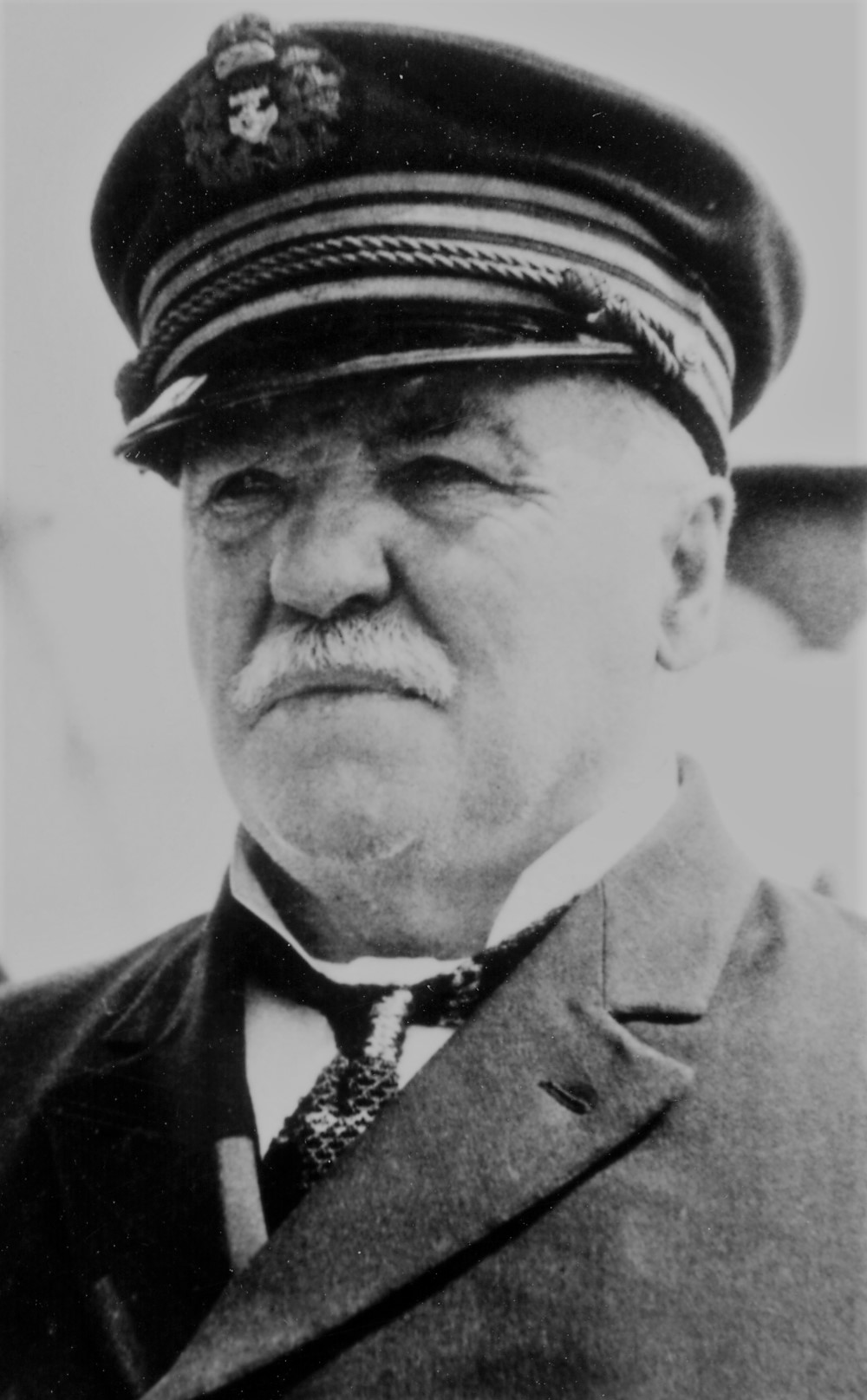
Portrait du capitaine Joseph-Elzéar Bernier

Francis Bernier (1er janvier 1852 à L'Islet - 26 décembre 1934 à Lévis) est un capitaine de navire. Originaire de la Côte-du-Sud, au Québec, il se distingue comme l’un des plus grands navigateurs de son époque.
Surtout connu pour avoir exploré l’Arctique pour le compte du Canada, il y fait, entre 1906 et 1925, douze expéditions et y passe huit hivers. Le 1er juillet 1909, le capitaine Bernier dépose une plaque sur l'île de Melville, proclamant la souveraineté du Canada sur les îles de l'Arctique.

## Carrière maritime
Né à L'Islet, un village communément appelé la patrie des marins à cause de ses fortes traditions maritimes, Joseph-Elzéar Bernier est issu d'une lignée de capitaines de navire : son père, Thomas Bernier, ainsi que son grand-père paternel, Jean-Baptiste Bernier, sont eux-mêmes capitaines. De nombreux membres de sa famille élargie sont aussi marins.
Dès l'âge de deux ans, il prend le chemin de la mer. Avec sa mère, Célina Paradis, ils embarqueront pour de nombreux voyages sur le Zillah, un deux-mâts dirigé par son père. Ces aventures à travers le monde sont relatées dans un journal de bord, qui est consigné par Célina et sera continué plus tard par Joseph-Elzéar.
En 1866, à l'âge de 14 ans, il devient mousse sur le Saint-Joseph, un brigantin de deux mâts dont la construction est dirigée par son père sur la rive du Saint-Laurent à L'Islet. Le jeune Joseph-Elzéar observe toutes les étapes du processus et participe même à plusieurs de celles-ci. En 1869, à l'âge de 17 ans, il devient capitaine de ce même navire. Lors de son premier voyage, il transporte un chargement de bois du Canada vers Teignmouth, en Angleterre.
De 1869 à 1872, il se forge une solide réputation de navigateur sur le Saint-Joseph, ainsi que sur le Saint-Michel, le second navire construit par son père. Il travaille ensuite comme capitaine pour l'armateur et sénateur James Gibb Ross pour qui il a le plus grand respect. La confiance s'installe entre les deux hommes, qui développent une excellente relation d'affaires qui durera des années. Joseph-Elzéar acquiert des parts dans certains des navires de Ross, comme c'est souvent le cas pour les capitaines de la marine marchande de cette époque.
Jusqu'en 1895, il fait des dizaines de voyages sur les océans du monde et accoste dans de nombreux pays où, souvent, il brasse des affaires. Toutefois, à la demande de son épouse, Rose-de-Lima Caron, une amie d'enfance qu'il a épousée en 1870, il prend aussi quelques pauses de la navigation.
C'est que le voyage de noces des jeunes époux à bord du Saint-Michel pendant une traversée vers l'Italie sera presque fatal à Rose. Prise dans une tempête terrible avec les autres membres d'équipage, celle-ci subit des blessures importantes et un choc nerveux qui marquera profondément sa conception du métier de son mari. Toute sa vie, elle en restera inquiète. C'est pourquoi Joseph-Elzéar prend, à quelques reprises, des mandats sur la terre ferme.
Le premier de ces mandats, entre 1874 et 1878, est celui de maître du chantier naval Baldwin à Pointe-aux-Lièvres, sur la rivière Saint-Charles, à Québec. À seulement 18 ans, Bernier s'avère un excellent meneur d'hommes et son autorité est rarement contestée. À cette époque, il habite le quartier Saint-Sauveur avec son épouse. Malgré ses réticences, elle le suit parfois lorsque le capitaine livre ses navires neufs à bon port, le plus souvent en Angleterre.
Il reprend ensuite la navigation à temps plein. En 1880, avec le Quorn, Bernier vivra son premier naufrage au large de la côte de l'Irlande du nord. Ses mémoires rapportent le récit terrifiant de cet épisode, mais heureusement, le capitaine ne perd aucun de ses hommes. Pendant qu'il soigne une blessure à l'épaule, il reste à Liverpool et travaille comme capitaine armateur dans le port pour les Ross.
À partir de 1886, Bernier est aussi maître de port au chantier naval Davie de Lauzon. C'est à cette époque qu'il fait construire sa première maison, la Villa Bernier, une magnifique résidence surplombant la cale sèche Lorne. En 1903, il vend cette maison à George Duncan Davie, fils de George Taylor Davie, l'un des propriétaires du chantier naval. Plus tard, en 1912, il achète une résidence sise au 27, rue Fraser, dans le Vieux-Lévis, maintenant renumérotée comme le 6195.
Entre 1890 et 1895, il se remet à la navigation à temps plein.

## L'exploration de l'Arctique
En 1895, il est nommé gouverneur de la prison de Québec située sur les plaines d'Abraham. C'est un poste prestigieux qui rassure son épouse, qui hérite par le fait même du poste de matrone lorsqu'il élabore son projet d'exploration de l'Arctique. Il se fait d'ailleurs aider d'un faussaire hébergé dans sa prison pour établir les cartes de son expédition.
En fait, son intérêt de pour l'Arctique remonte à loin. C'est à la suite d'une rencontre avec l'explorateur nordique américain Charles Francis Hall en 1871
Le Royaume-Uni avait cédé l'Arctique au Canada en 1880. De 1898 à 1903, Bernier fait la promotion d'un projet d'exploration des territoires arctiques à trois niveaux (auprès du grand public, des sociétés scientifiques et des gouvernements). Sa première demande de financement d'une expédition d'exploration est rejetée par le gouvernement canadien. Cependant, à la suite de l'intérêt que les Américains montrent pour l'Arctique et des fréquentes incursions des baleiniers étrangers dans les eaux territoriales arctiques canadiennes, le gouvernement lui accorde le financement d'une première expédition d'exploration.
En 1904, il achète le voilier allemand Gauss pour le compte du gouvernement canadien, et le rebaptise l'Arctic. À bord de ce navire, il fait son premier voyage dans l'Arctique en 1904-1905 et passe l'hiver dans la baie Fullerton.
De 1906 à 1911, il fait trois autres voyages officiels pour affirmer la souveraineté canadienne dans l'Arctique:
- 1906-1907 : hivernage à Pond Inlet, île de Baffin
- 1908-1909: hivernage à Winter Harbour, île Melville. Le 1er juillet 1909, il dépose une plaque sur le rocher Parry, qui est situé dans l'anse Winter de l'île Melville, proclamant la souveraineté du Canada sur les îles de l'Arctique[5].
- 1910-1911: hivernage à la baie Arctic, île de Baffin

Durant cette période, la découverte officielle du pôle Nord est concédée à l'Américain Robert Peary, le 6 avril 1909.
De 1912 à 1917, il fait des expéditions privées dans l'Arctique avec des équipages réduits sur des bateaux plus modestes, qui sont sa propriété:
- 1912-1913, sur le Minnie Maud
- 1914-1915 sur le Guide
- 1916-1917 sur le Guide

De 1922 à 1925, il fait des patrouilles d'été dans l'est de l'Arctique pour le compte du gouvernement canadien. Il n'était alors plus commandant mais bien uniquement capitaine du navire Arctic.
En 1927, à l'âge de 75 ans, il fait son dernier voyage en Arctique à port Burwell, à bord d'un remorqueur. Il était chargé par le Ministère des Chemins de fer et des Canaux de diriger un convoi de barges transportant du charbon. C'est l'un des voyages les plus difficiles de sa vie à cause de la complexité du mandat.

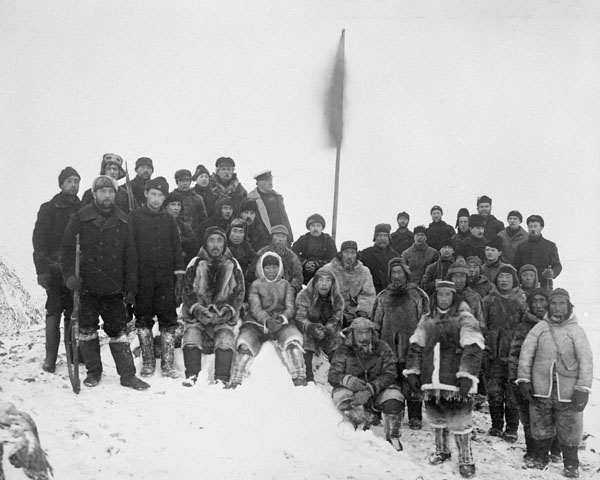
Prise de possession de la Terre de Baffin, le 9 novembre 1906
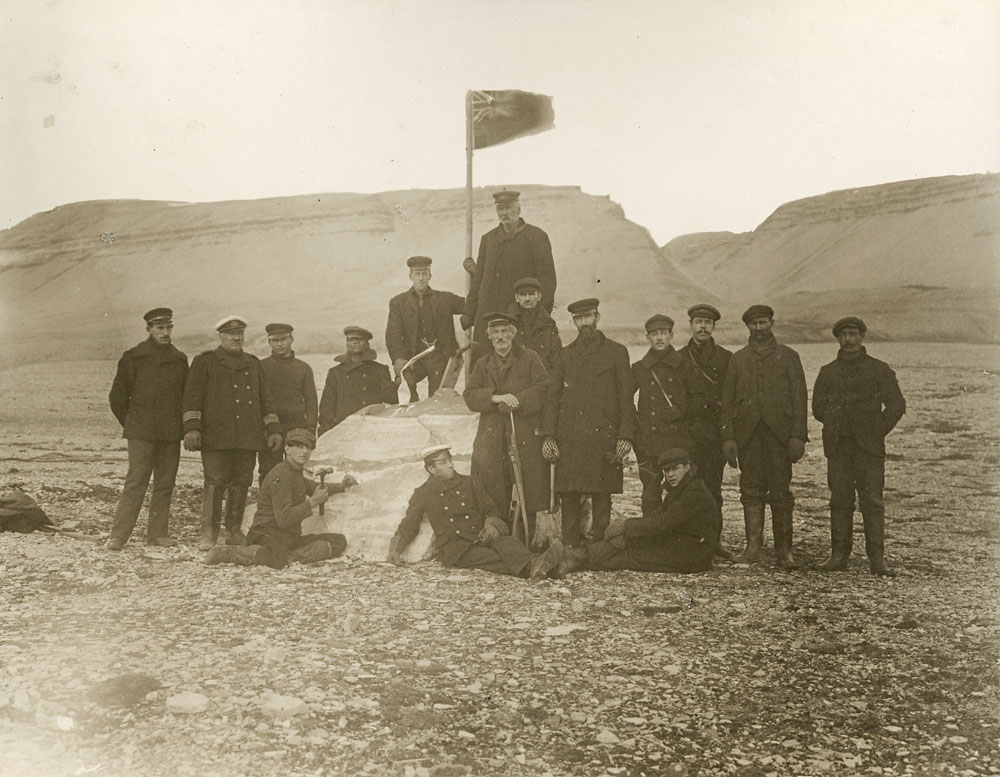
Le drapeau est hissé sur l'Ile Bylot, Pond Inlet, à un endroit baptisé du nom de la Pointe Canada
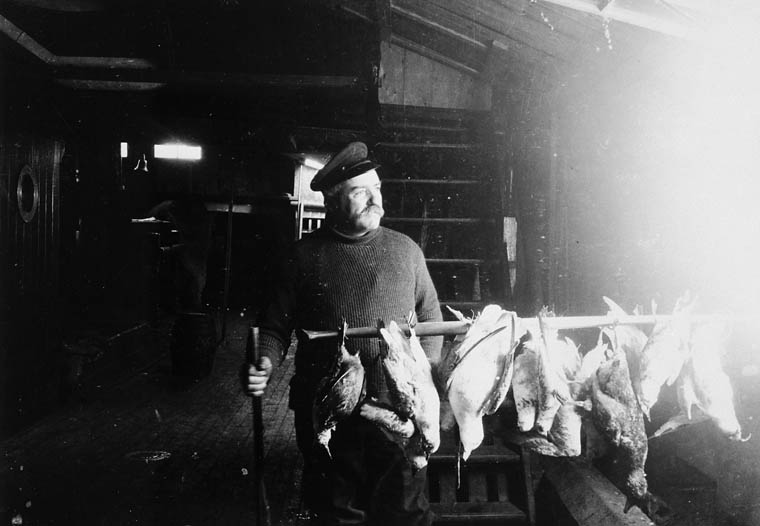
Le capitaine Joseph-Elzéar Bernier à Albert Harbour en 1906

### Décès
Il meurt à Lévis, le 26 décembre 1934, à l'âge de 82 ans, six jours avant son 83e anniversaire. Il est inhumé au cimetière Mont-Marie de Lévis, dans la section réservée aux citoyens de l'ancienne ville de Lauzon.
La résidence du capitaine Bernier sur la rue Fraser est démolie au début des années 1970 pour faire place à une nouvelle maison privée. Ses objets personnels sont conservés par la ville de Lévis, à Ottawa et au Musée maritime du Québec (L'Islet).

## Reconnaissances et distinctions
- Le pape Pie XI a accordé au capitaine Bernier le titre de chevalier de l'ordre équestre du Saint-Sépulcre en 1933.
- Plusieurs bâtiments ont été nommés en son honneur, dont le navire de la Garde côtière canadienne le brise-glace NGCC J.E. Bernier et le voilier J.E. Bernier II, qui a réussi la traversée du passage du Nord-Ouest entre 1976 et 1978.
- En 1978, la ville de Sainte-Foy, maintenant fusionnée avec la ville de Québec, nomme un parc en son honneur[6], directement à côté de la rue de Lauzon.
- Le Musée maritime du Québec, à L'Islet, est aussi appelé Musée maritime du Québec-Capitaine J.E. Bernier en son honneur. Le musée a ouvert ses portes en 1968 et a été rénové en 1983 et en 2009-2010[7].
- En 1992, la ville de Cap-Rouge, maintenant fusionnée avec la ville de Québec, a nommé une rue en son honneur[8].
- En 2009, une cérémonie a été organisée le 28 juin à Lévis dans le cadre du 100e anniversaire de la prise de possession par le capitaine Bernier des îles de l'Arctique au nom du Canada.
- En 2011, la ville de Lévis a annoncé la création d'un monument en son honneur dans le cadre du 150e anniversaire de la fondation de Lévis. Le monument a été inauguré au quai Paquet, près de la gare fluviale du traversier Lévis-Québec, en septembre 2016.

## Archives
- Un fonds d'archives Joseph-Elzéar Bernier est conservé au Secteur des archives privées de la ville de Lévis et au centre d'archives de Québec de Bibliothèque et Archives nationales du Québec[9].
- Il y a aussi un fonds d'archives Joseph-Elzéar Bernier à Bibliothèque et Archives Canada[10].
- Le Musée maritime du Québec - Capitaine J.E. Bernier conserve une importante collection d'artéfacts, qui lui sont reliés.